# CAMELS-рейтинг
CAMELS — американская рейтинговая система оценки банков США, созданная в 1978 году Федеральной резервной системой и федеральными агентствами Office of the Comptroller of the Currency (OCC) и Federal Deposit Insurance Corporation (FDIC).
Первоначально рейтинг назывался CAMEL (англ. camel — верблюд), позже, с 1.01.1997 был добавлен компонент S (чувствительность к риску).
CAMELS-рейтинг использовался во время мирового финансового кризиса для отбора банков, которые попали под программу спасения финансовой системы США.
Официальное название методики - Uniform Financial Institutions Ratings System (UFIRS), которая приведена в приложении Section A.5020.1 к документу ФРС "Commercial Bank Examination Manual" http://www.federalreserve.gov/boarddocs/supmanual/

## Показатель CAMELS
Показатель CAMELS представляет собой оценку, выставляемую каждому банку на основе документов, поступающих в агентства банковского надзора. Оценка считается как наиболее часто встречающаяся из всех оценок. Наилучшая оценка — 1, худшая — 5.
Рейтинг CAMELS используется для внутренних целей, и не публикуется, чтобы не вызвать бегства из банков (bank run) с худшими показателями (и бегства капитала из страны).
Аббревиатура CAMELS (первоначально CAMEL) происходит от первых букв проверяемых компонент:
- (C) — Capital adequacy, или достаточность капитала;
- (A) — Asset quality, или качество активов;
- (M) — Management, или качество управления;
- (E) — Earnings, или доходность;
- (L) — Liquidity, или ликвидность;
- (S) — Sensitivity to risk, или чувствительность к риску.

## Россия
В России используются свои рейтинги оценки банков — Методика Кромонова для оценки надёжности-ликвидности банка, и Лимит риска по операциям в рублях и валюте по системе Сбербанка.
Центральный банк РФ применяет при оценке финансового состояния банков методику, аналогичную CAMELS:
Указание Банка России от 16.01.2004 N 1379-У "Об оценке финансовой устойчивости банка в целях признания её достаточной для участия в системе страхования вкладов" - для банков, входящих в систему страхования вкладов, 
Указание Банка России от 30.04.2008 N 2005-У "Об оценке экономического положения банков" - для всех банков.